# مقاطعة ليمان (داكوتا الجنوبية)
ليمان (بالإنجليزية: Lyman)‏ هي إحدى مقاطعات ولاية داكوتا الجنوبية في الولايات المتحدة الأمريكية.